# معادلة التوقيت

معادلة التوقيت: فوق المحور ستظهر المزولة سريعة بالنسبة للساعة التي تُظهر التوقيت المتوسط المحلي، وتحت المحور ستظهر المزولة بطيئة

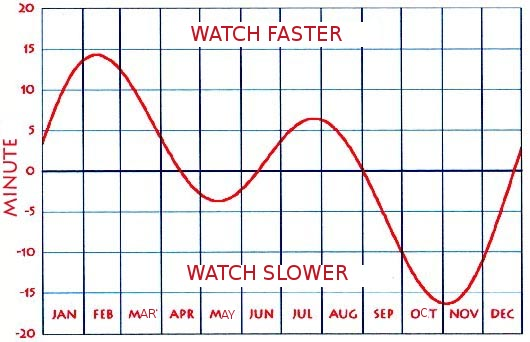
يوضح هذا البيان عدد الدقائق التي تتقدم فيها الساعة (+) أو تتأخر (-) عن الشمس الظاهرة.

تصف معادلة التوقيت، التي كانت تدعى في عصر الحضارة الإسلامية بتعديل النهار بلياليها، التناقض بين نوعين من التوقيت الشمسي. التوقيتان اللذان يختلفان هما التوقيت الشمسي الظاهري، الذي يتتبع مباشرة الحركة اليومية للشمس، والتوقيت الشمسي المتوسط، الذي يتتبع الشمس المتوسطة النظرية ذات الحركة المنتظمة على طول خط الاستواء السماوي. يمكن الحصول على التوقيت الشمسي الظاهري عن طريق قياس الموضع الحالي (الزاوية الساعية) للشمس، كما هو موضح (بدقة محدودة) بالمزولة. سيكون التوقيت الشمسي المتوسط، لنفس المكان، هو التوقيت الذي تشير إليه ساعة ثابتة مضبوطة بحيث يكون متوسط فروقها عن التوقيت الشمسي الظاهري على مدار العام صفرًا.
معادلة التوقيت هي المكون الشرقي أو الغربي من مخطط ميل الشمس، المنحنى الذي يمثل الإزاحة الزاوية للشمس عن موضعها المتوسط على الكرة السماوية كما نراها من الأرض. أُدرجت قيم معادلة التوقيت لكل يوم من أيام السنة، التي جمعتها المراصد الفلكية، على نطاق واسع في التقاويم الفلكية.
يمكن تقريب معادلة التوقيت باستخدام مجموع موجتين جيبيتين:
{\displaystyle \Delta t_{ey}=-7.659\sin(D)+9.863\sin \left(2D+3.5932\right)} [بالدقائق]
حيث: {\displaystyle D=6.240\,040\,77+0.017\,201\,97(365.25(y-2000)+d)}
حيث يمثل {\displaystyle d} عدد الأيام منذ 1 يناير من العام الحالي {\displaystyle y}.